# Michaela Šojdrová
Michaela Šojdrová, née le 28 octobre 1963 à Kroměříž, est une femme politique tchèque, membre de l’Union chrétienne démocrate - Parti populaire tchécoslovaque (KDU-ČSL).